# Imke Byl

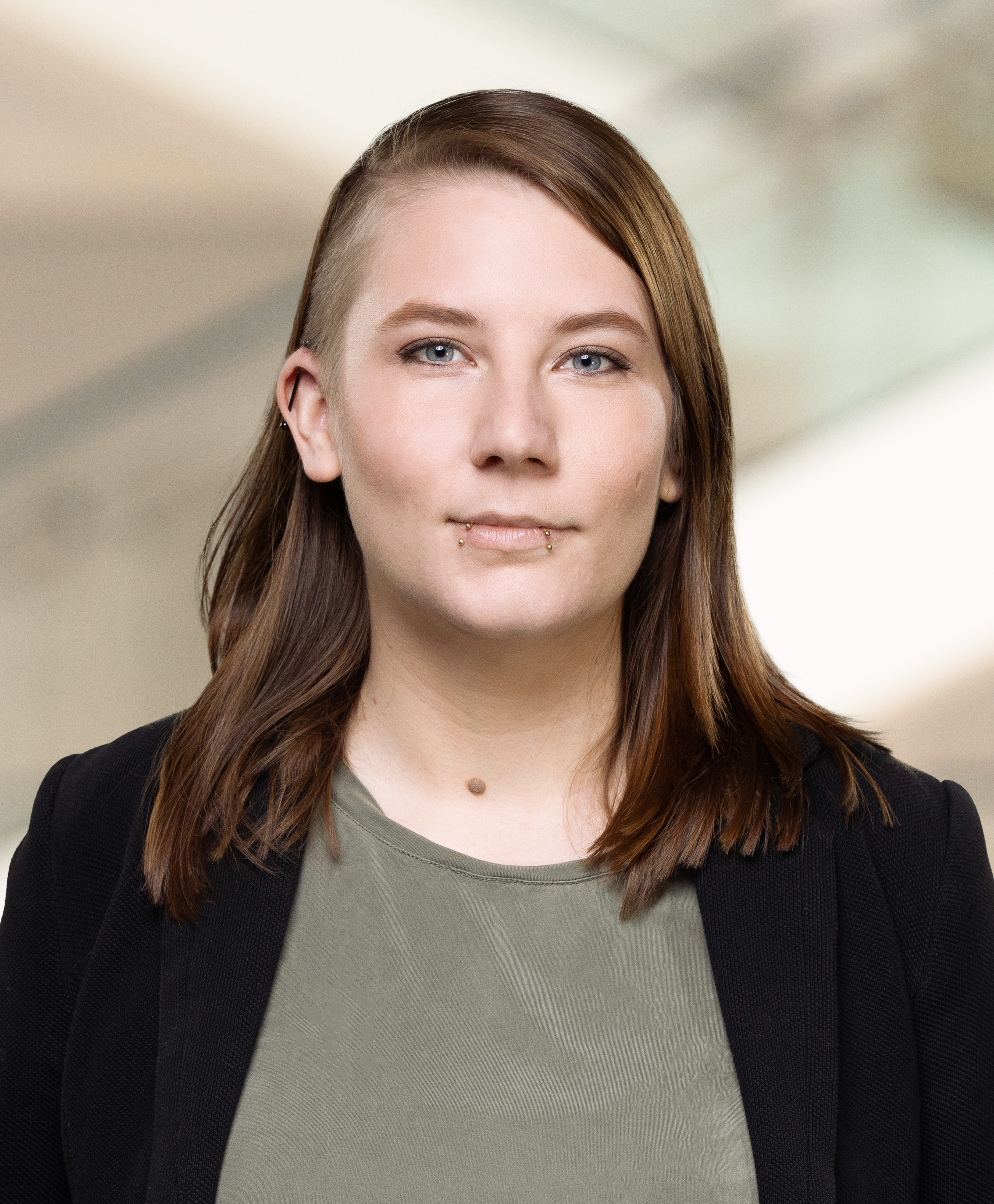
Imke Byl, 2021

Imke Byl (* 6. Juli 1993 in Gifhorn) ist eine deutsche Politikerin von Bündnis 90/Die Grünen. Von 2017 bis 2022 gehörte sie als jüngste Abgeordnete dem Niedersächsischen Landtag an.

## Leben
Imke Byl bestand 2012 am Otto-Hahn-Gymnasium in Gifhorn die Abiturprüfung und studierte bis zum Bachelorabschluss im Jahre 2016 Umwelt- und Raumwissenschaften an der Universität Lüneburg. Nach ihrem Ausscheiden aus dem Landtag im Jahre 2022 nahm sie ein Masterstudium „Regenerative Energien und Energieeffizienz“ an der Universität Kassel auf.

## Politik
Seit 2013 ist sie Mitglied von Bündnis 90/Die Grünen. Hochschulpolitisch war Byl ab dem Wintersemester 2012 aktiv. 2013 bis 2014 war sie Sprecherin von campus.grün Lüneburg und Mitglied des Studierendenparlaments. 2014 wirkte sie maßgeblich an der Gründung des Landesverbands campus grün Niedersachsen – Landesverband für grüne und grün-alternative Hochschulgruppen mit. Von 2013 bis 2014 war sie Beisitzerin im Landesvorstand, von 2015 bis März 2017 Sprecherin der Grünen Jugend Niedersachsen.
Von November 2017 bis November 2022 war Byl Mitglied des Niedersächsischen Landtags. Sie war Sprecherin für Umwelt, Energie und Klimaschutz sowie Frauenpolitik in der grünen Landtagsfraktion. Ihre Themenschwerpunkte lagen in der Umwelt- und Naturschutzpolitik sowie in der Hochschul- und Queerpolitik. Darüber hinaus setzte sie sich besonders für die Beteiligung junger Menschen an politischen Entscheidungsprozessen ein. Von September 2020 bis November 2022 war Byl Schriftführerin des Niedersächsischen Landtages.
Bei der Landtagswahl 2022 trat sie nicht erneut an.